# سيمون فيلار مارتينيز
سيمون فيلار مارتينيز (بالإسبانية: Simón Villar Martínez)‏ هو سياسي مكسيكي، ولد في 24 ديسمبر 1947 بولاية تاماوليباس في المكسيك. حزبياً، نشط في الحزب الثوري المؤسساتي. وقد انتخب عضو مجلس النواب المكسيك.